# IC 4010
IC 4010  ist eine Spiralgalaxie vom Hubble-Typ S: im Sternbild Jagdhunde am Nordsternhimmel. Sie ist schätzungsweise 466 Millionen Lichtjahre von der Milchstraße entfernt und hat einen Scheibendurchmesser von etwa 55.000 Lj. 
Das Objekt wurde am 21. März 1903 von Max Wolf entdeckt.